# Rudolph Zacharias Becker
Rudolph Zacharias Becker (Erfurt, Mainzi Választófejedelemség, 1752. április 9. – Gotha, 1822. március 28.) német író, tanár, könyvkiadó és újságíró.

## Élete
Apja Johann Balthasar Becker, az erfurti leányiskola tanára volt. Evangélikus volt, tanulmányait az erfurti evangélikus gimnáziumban kezdte, ezután a Jénai Egyetemen filozófiát és teológiát hallgatott. Itt komoly hatással volt rá Karl Theodor von Dalberg. 1782-ben a dessaui Philantropium tanára lett. Ugyanebben az évben szabadkőműves tag lett a gothai Zum Kompass páholyban, itt használt neve Henricus Stephanus volt. 1786-ban és 1789–1790 közt a páholy szónoka volt. Ernst herceg 1790-es születésnapi ünnepsége alkalmából ő volt a fő szónok az Illuminátusok által vezetett gothai szabadkőműves páholyban, és követelte, hogy egy szabadkőműves ne maradjon közömbös a Francia forradalommal szemben, hanem álljon a szabadság oldalára. 
1782-ben adta ki a Dessauische Zeitung für die Jugend und ihre Freunde című hetilapot, amelyet 1784-es Gothába költözése után Deutsche Zeitung für die Jugend und ihre Freunde címen folytatott (a lap 1787-ig jelent meg). Ez az egyik legelső, ténylegesen az ifjúságnak szánt magazin. 1796-ban Grundsätze, Verfassung und Schicksale des Illuminatenordens című írásával tiltakozott a titkos társaságok ellen folytatott sajtóháború ellen. 1792-ben Friedrich Schiller Beckert akarta megbízni XVI. Lajos francia király védőbeszédének német nyelvre való fordításával. 1797-ben megalapította a Becker’sche Buchhandlung-ot Gothában, hogy könnyebben terjeszthesse folyóiratait és könyveit, e tevékenységét haláláig folytatta. Itt jelentette meg a Seeberg-obszervatórium kiadványait is, amelyek közül a Zách János Ferenc által szerkesztett Monatliche Correspondenz zu Beförderung der Erd- und Himmelskunde különösen jelentős. 1802-ben a Schwarzburg–Sondershauseni Fejedelemség hercegi tanácsosává nevezték ki. 1811. november 30-án a francia rendőrség egy, a National-Zeitungban megjelent cikke miatt letartóztatta, s Magdeburgba vitte. Ágost szász–gotha–altenburgi herceg járt közben az érdekében Napóleonnál, aki szabadon bocsáttatta.

## Munkái
- Grundsätze, Verfassung und Schicksale des Illuminatenordens. Gotha 1786.
- Noth- und Hülfsbüchlein für Bauersleute, oder lehrreiche Freuden- und Trauergeschichten des Dorfes Mildenheim. Für Junge und Alte beschrieben. Gotha & Leipzig 1788 Digitalizált változat
- Das Eigenthumsrecht an Geisteswerken. 1789
- Vorlesungen über die Rechte und Pflichten der Menschen. 1791–92, 2 kötet
- Mildheimisches Lieder-Buch von fünfhundert und achtzehn lustigen und ernsthaften Gesängen über alle Dinge in der Welt und alle Umstände des menschlichen Lebens, die man besingen kann. Gesammelt für Freunde erlaubter Fröhlichkeit und ächter Tugend, die den Kopf nicht hängt. Gotha 1799 Digitalizált változat
- Derschau's Holzschnitte alter deutscher Meister. 1806–1816.
- Leiden und Freuden in 17monatlicher französischer Gefangenschaft. 1814.
- Mildheimisches Evangelienbuch. 1816.

## Fordítás
- Ez a szócikk részben vagy egészben  a   Rudolph Zacharias Becker című német Wikipédia-szócikk ezen változatának fordításán alapul.  Az eredeti cikk szerkesztőit annak laptörténete sorolja fel. Ez a jelzés csupán a megfogalmazás eredetét és a szerzői jogokat jelzi, nem szolgál a cikkben szereplő információk forrásmegjelöléseként.